# 石景林街道
石景林街道是中华人民共和国广西壮族自治区崇左市江州区下辖的一个街道办事处。

## 行政区划
石景林街道下辖以下村级行政区划单位：
丽金社区、友谊社区、龙腾社区和卜利村。